# 955 Alstede
955 Alstede este un asteroid din centura principală, descoperit pe 5 august 1921, de Karl Reinmuth.